# Cloo

cloo(클루)는 NBC 유니버설 소속의 케이블 방송국이다. 2006년 설립되어, 2011년에 현재의 이름이 되었다. 주로 추리와 수사물을 방송한다.

## 채널 번호 목록
- 디시 네트워크-198번
- 디렉TV-308번
- AT&T 유-버스-186번
- 버라이즌 FiOS-161번